# Sankt Stephan
Pour les articles homonymes, voir Saint-Étienne (homonymie).
Sankt Stephan (en français Saint-Étienne), est une commune suisse du canton de Berne, située dans l'arrondissement administratif du Haut-Simmental-Gessenay.

## Transport
- Ligne ferroviaire MOB Zweisimmen - Lenk

## Culture et patrimoine

### Curiosité: église
La commune de Sankt Stephan est constituée de plusieurs hameaux. Ils ne portent pas de nom particulier si ce n'est le nom du patron de l'église principale : Sankt Stephan (Saint-Étienne). Une première mention de l'édifice remonte à 1228. La Réforme fut d'abord écartée puis adoptée officiellement le 15 mars 1528, dans l'ensemble de la vallée. On peut imaginer que l'église était, avant la Réforme, recouverte intérieurement de peintures murales. Le meilleur exemple, dans le Simmental, d'église ayant encore ses peintures murales est celui du village d'Erlenbach (également dans le Simmental). À Sankt Stephan, on a pu remettre au jour un grand fragment des peintures murales de l'église : il s'agit de peintures sur le mur droit lorsqu'on est tourné vers le chœur. Ces peintures représentent Marie et l'enfant Jésus, Jean le Baptiste et Étienne (Stephanus). La partie la plus ancienne de l'église est la tour et le chœur qui lui est adjacent. On estime que ces constructions remontent, au moins pour leurs bases, aux IXe et Xe siècles. La première nef fut romane et correspondait aux dimensions du chœur. Plus tard, à l'époque gothique, la nef fut élargie vers le sud, ce qui explique le fait que le chœur ne soit pas exactement dans l'axe de la nef actuelle. La tour de cette église, massive, est bien l'expression la plus ancienne de l'édifice. La restauration la plus récente date des années 1966 à 1968. Une rénovation de surface fut encore réalisée en 2000.
Les vitraux : dans le chœur on observe des vitraux datant de 1601 à 1603. Ce sont des copies, les originaux étant au Musée de Cluny à Paris.
L'orgue : il s'agit d'un instrument historique du facteur d'orgues fribourgeois Joseph Anton Moser, construit en 1778.

### Personnalités liées à la commune
- Paul Martig (1903-1962), artiste-peintre suisse est originaire de la commune de Saint-Stephan

### Héraldique
| Blason | Blasonnement : « Saint Étienne en argent sur une colline verte, vêtu de pourpre, avec un nimbe d'or, tenant un livre gules des Évangiles à droite, une branche de palmier verte à gauche et les pierres d'argent dans un manteau ouvert. » |

## Photos, église

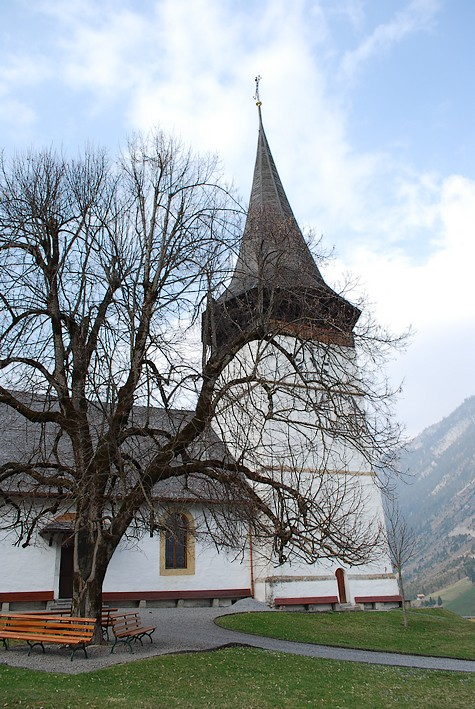
Église de Sankt Stephan (Saint-Étienne), dans le Simmental.
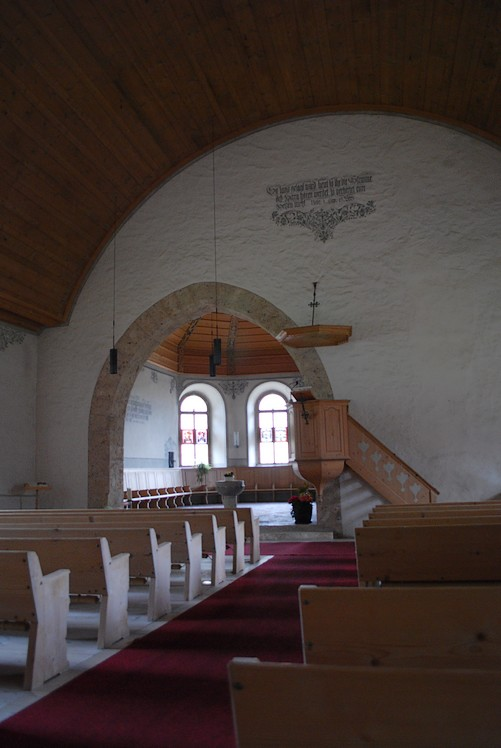
Intérieur de l'église de Sankt Stephan.
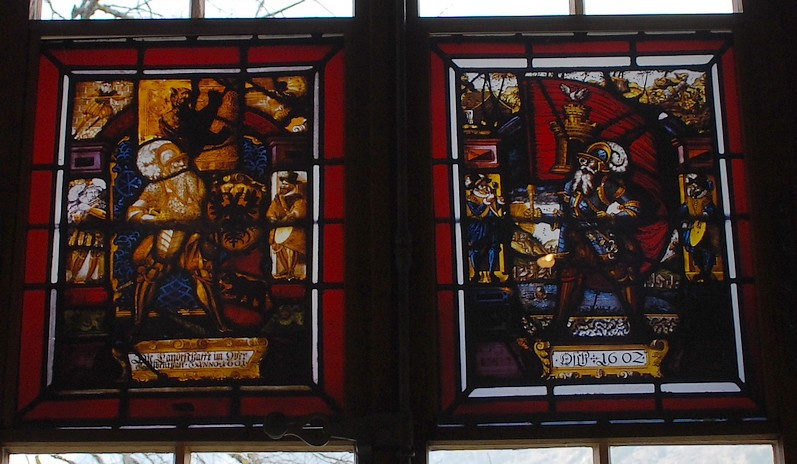
Vitraux de 1601 et 1603 dans le chœur (copies).
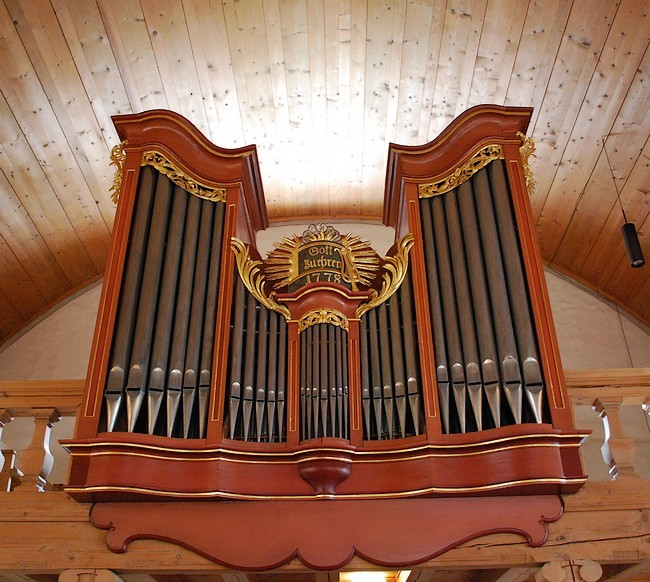
Orgue de Joseph Anton Moser à Sankt Stephan (datant de 1778).